# Kramar
Kramar je 151. najbolj pogost priimek v Sloveniji, ki ga je po podatkih Statističnega urada Republike Slovenije na dan 29. januarja 2021 uporabljalo 1049 oseb.

## Znani nosilci priimka
- Denis Kramar (*1991), nogometaš
- Edvard Kramar (1947—2021), matematik, univ. prof.
- Franc Kramar (1890—1959), glasbenik, skladatelj, zbiralec ljudskih pesmi
- Franc Kramar - Šimen (1916—1982), partizan, gospodarstvenik
- Franc Kramar (1960—2021), politik (župan Bohinja, poslanec)
- Gregor Kramar, učenec Maksimilijana Leopolda Raspa (18. stol.)
- Ivan Kramar - Ge (1915—?), partizan
- Janez Kramar (1911—2002), zgodovinar, muzealec
- Janez Kramar (1931—2021), gospodarstvenik
- Janez Kramar (*1940), strojnik, projektant, prof.
- Janez Kramar, novomeški? zdravnik
- Janko Kramar (1879—?), prosvetni in humanitarni delavec (šolnik)
- Josip Kramar & Metka Knap, Duo izpod korenin
- Jožko Kramar (1919—2007), salezijanec, misijonar (mdr.na Papui Novi Gvineji)
- Julija Kramar (*1976), operna pevka sopranistka
- Marija Kramar (r. Sergaš) (*1951), knjižničarka
- Marjan Kramar (*1959), bančnik
- Marjeta Kramar Fijavž (*1973), matematičarka (FGG)
- Marko Kramar, arhitekt
- Martin Kramar (*1945), pedagog, didaktik, prof. UM
- Metka Kramar (*1931), klinična psihologinja
- Metoda Kramar, fizioterapevtka ? (spominski dnevi)
- Peter Kramar, biokibernetik
- Peter Alkantara Kramar, misijonar (Egipt)
- Svit Kramar Roš, nogometaš
- Valter Kramar, vinar?
- Vinko Kramar, Zagorje ob Savi
- Zdenka Kramar (*1959), mag. zdr. neg., pred. Fakultete za zdravstvene vede Angel Boškin
- Zdenka Kramar, konservatorka (Kr)